# Kabinett Briand XI

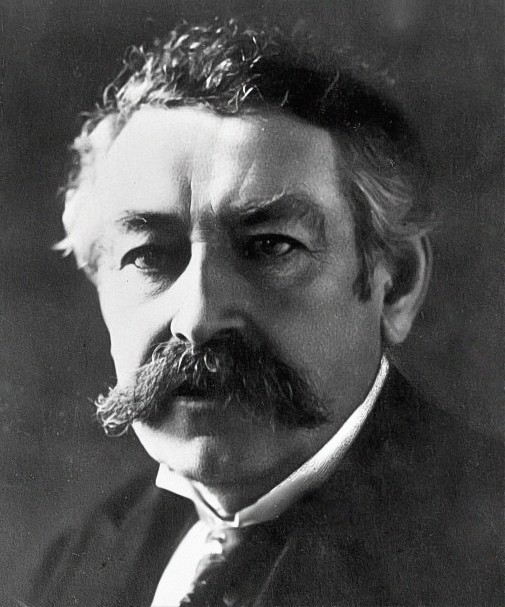
Aristide Briand war von 1909 bis 1911, 1913, 1915 bis 1917, 1921 bis 1922, 1925 bis 1926 sowie 1929 sechs Mal Premierminister Frankreichs und bildete in dieser Zeit elf Kabinette

Das elfte Kabinett Briand war eine Regierung der Dritten Französischen Republik. Es wurde am 29. Juli 1929 von Premierminister (Président du Conseil) Aristide Briand gebildet und löste das Kabinett Poincaré V ab. Es blieb bis zum 3. November 1929 im Amt und wurde daraufhin vom Kabinett Tardieu I abgelöst.
Dem Kabinett gehörten Minister der Parti républicain-socialiste (PRS), Alliance démocratique (AD), Abweichler der Parti républicain, radical et radical-socialiste (PRRRS), Radicaux indépendants (RI), Fédération républicaine (FR) und Action populaire nationale d’Alsace (APNA) an.

## Kabinett
Dem Kabinett gehörten folgende Minister an:
| Amt                                                       | Name              | Partei | Beginn der Amtszeit | Ende der Amtszeit |
| --------------------------------------------------------- | ----------------- | ------ | ------------------- | ----------------- |
| Premierminister                                           | Aristide Briand   | PRS    | 29. Juli 1929       | 3. November 1929  |
| Außenminister                                             | Aristide Briand   | PRS    | 29. Juli 1929       | 3. November 1929  |
| Innenminister                                             | André Tardieu     | AD     | 29. Juli 1929       | 3. November 1929  |
| Justizminister                                            | Louis Barthou     | AD     | 29. Juli 1929       | 3. November 1929  |
| Finanzminister                                            | Henry Chéron      | AD     | 29. Juli 1929       | 3. November 1929  |
| Kriegsminister                                            | Paul Painlevé     | PRS    | 29. Juli 1929       | 3. November 1929  |
| Marineminister                                            | Georges Leygues   | AD     | 29. Juli 1929       | 3. November 1929  |
| Minister für öffentlichen Unterricht und schöne Künste    | Pierre Marraud    | PRRRS  | 29. Juli 1929       | 3. November 1929  |
| Minister für öffentliche Arbeiten                         | Pierre Forgeot    | PRS    | 29. Juli 1929       | 3. November 1929  |
| Arbeitsminister                                           | Louis Loucheur    | RI     | 29. Juli 1929       | 3. November 1929  |
| Minister für Gesundheit, Wohlfahrt und Sozialversicherung | Louis Loucheur    | RI     | 29. Juli 1929       | 3. November 1929  |
| Minister für Handel und Industrie                         | Georges Bonnefous | FR     | 29. Juli 1929       | 3. November 1929  |
| Kolonialminister                                          | André Maginot     | AD     | 29. Juli 1929       | 3. November 1929  |
| Landwirtschaftsminister                                   | Jean Hennessy     | PRS    | 29. Juli 1929       | 3. November 1929  |
| Pensionsminister                                          | Louis Antériou    | PRS    | 29. Juli 1929       | 3. November 1929  |
| Luftfahrtminister                                         | Laurent Eynac     | RI     | 29. Juli 1929       | 3. November 1929  |

### Unterstaatssekretäre
Dem Kabinett gehörten folgende Sous-secrétaires d’État an:
- Arbeit, Hygiene, Fürsorge und Sozialfürsorge: Alfred Oberkirch[4] (APNA)
- Post, Telegrafen und Telefone: Louis Germain-Martin[5] (RI)
- Technische Bildung und schöne Künste: André François-Poncet (AD)
- Sportunterricht: Henry Paté[6] (RI)

## Historische Einordnung
Die Konferenz von Den Haag beschloss im August 1929 die Modalitäten der Räumung der besetzten Gebiete im Deutschen Reich nach Abschluss des Young-Plans.
Am 5. September 1929 kündigte Briand vor der Generalversammlung des Völkerbunds im Namen der französischen Regierung und in Absprache mit Stresemann ein Projekt für eine europäische Union an. Die Versammlung erteilte ihm das Mandat, ein Memorandum über die Organisation eines Regimes einer europäischen föderalen Union (verfasst von Alexis Leger) vorzulegen, das jedoch nicht angenommen wurde.
Am 24. Oktober 1929 führte der Börsencrash von New York zur Weltwirtschaftskrise.